# Distretto di Itano
Il distretto di Itano (板野郡, Itano-gun?) è uno dei distretti della prefettura di Tokushima, in Giappone.
Attualmente fanno parte del distretto i comuni di Aizumi, Itano, Kamiita, Kitajima e Matsushige.
| Controllo di autorità | VIAF (EN) 256204602 · NDL (EN, JA) 00395859 |